# Edward Low
El Capitán Edward "Ned" Low (1690-1724) fue un destacado marino y pirata inglés en los últimos años de la Edad de Oro de la Piratería. Nacido en la pobreza del barrio de Westminster, en Londres, Low se mudó de joven a Boston, Massachusetts. Dos años después de la muerte de su mujer en 1719, Low se hizo pirata operando en las costas del Caribe, las Azores y Nueva Inglaterra.
Low se convirtió en uno de los piratas más exitosos y temidos de su tiempo, capitaneando una flota de tres o cuatro barcos y capturando alrededor de 100 buques en su corta carrera. Low también se ganó reputación de ser uno de los piratas más sádicos y violentos de la historia porque rompió las reglas del código pirata en muchas ocasiones, ganándose el odio de varios piratas de su época. Su muerte en 1724, posiblemente en la Martinica, está llena de misterio y es objeto de mucha especulación.

## Biografía

### Primeros años
Acorde a lo relatado por Charles Johnson en Historia general de los robos y asesinatos de los más famosos piratas, Low nació en el barrio londinense de Westminster, alrededor de 1690. Fue descrito como una persona iletrada, con un don natural para el delito y para escapar por las bulliciosas calles de Londres. De joven se decía que era carterista.
Al parecer, todos sus familiares eran delincuentes, y su propio hermano menor Richard fue ahorcado en 1707.

### Vida en Boston
Alrededor de 1710, Low se marchó solo al "Nuevo Mundo", residiendo en diversos lugares hasta establecerse de forma definitiva en Boston, Massachusetts. En 1714 se casó con Eliza Marble, con quien tuvo un hijo, que murió siendo niño, y luego una hija.
Su esposa murió en el parto de su hija, y esto afectó profundamente a Low. Empezó a trabajar modestamente como aparejador, hasta que en 1722 marchó en una balandra rumbo a Honduras. Low dirigió un fallido motín contra el capitán del barco, y tiempo después, robó una pequeña chalupa en Rhode Island, dirigiendo su propio grupo de marineros; ahí fue cuando decidió convertirse en pirata.

### Low el pirata
Con su nueva tripulación, Low atacó la concurrida ruta entre Boston y Nueva York, saqueando diversos buques mercantes. Partió al sur rumbo al Gran Caimán, sirviendo como teniente del capitán pirata George Lowther en el barco Happy Delivery. Low sirvió eficientemente, destacando su gusto por la tortura y la crueldad.
Para mayo de 1722, Lowther capturó un bergantín llamado Rebecca y nombró a Low capitán del navío. Ambos disolvieron amistosamente su "sociedad".
Al mes siguiente, Low y su tripulación atacaron 13 buques pesqueros en Nueva Escocia. Low nombró a un nuevo buque, el The Fancy como su barco insignia. Las exitosas tácticas de Low le llevaron a lugares como Bahía Concepción, Terranova o las Azores. Por entonces capturó un buque francés o portugués que renombró Rose Pink y transformó en su nuevo buque insignia. Low depredaba también en las costas de las Islas Canarias, Cabo Verde o Brasil, aunque pronto regresaría al Caribe.

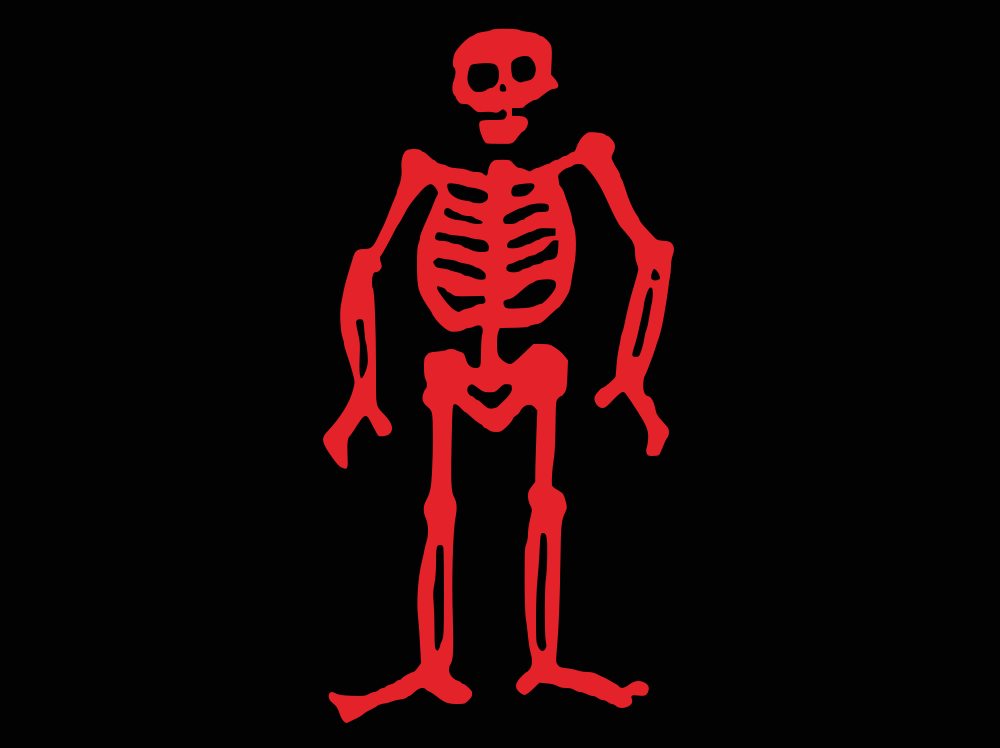
Bandera usada por Edward Low.

Durante una sesión rutinaria de carenadura, el Rose Pink naufragó. Tras pasar una auténtica Odisea, llegaron a Granada, por entonces colonia francesa. Low ocultó a sus hombres bajo la cubierta de su barco, y cuando una corbeta francesa acudió a investigar, sus hombres la capturaron. Low dio el mando de la corbeta a su intendente, Spriggs, el cual partió con la nave en mitad de la noche debido a desencuentros con Low.
Low seguiría atacando barcos, incluido otro llamado Fortuna. Uno de sus acontecimientos más famosos fue la captura del buque portugués Nuestra Signiora de Victoria. El capitán del barco arrojó al mar una bolsa repleta de oro para evitar que Low la tomara; este, en su ira, cortó los labios al capitán, los asó y se los hizo comer. Sus propios tripulantes lo describieron como un loco y un sádico. Episodios de este estilo comenzaron a sonar, aunque algunos lo achacan a una intención de cultivar una imagen de psicópata.
Con el tiempo, sus cada vez más molestos ataques comenzaron a hacerle más perseguido en el Caribe y las Azores.

### El final de la carrera de Low
En junio de 1723, Low fue derrotado por el buque de guerra HMS Greyhound. Low huyó en el The Fancy rumbo a las Azores, dejando atrás al Ranger junto a sus tripulantes, los cuales fueron capturados y juzgados.
Ya con el The Fancy, Low partió hacia el norte rumbo a Rhode Island, donde capturaría varios barcos balleneros, y donde su actitud era tan violenta que sus tripulantes se negaron a cumplir algunas de sus órdenes. Low partió al sur y capturó un buque francés y un mercante llamado Merry Christmas. Por entonces, la crueldad de Low ya era particularmente conocida. En julio de 1723, Low se reencontró con George Lowther, y ambos capturaron el Delight cerca de la costa de Guinea, el buque que, anteriormente, Low le había dado a su intendente Spriggs. Dos días después, Lowther y Spriggs abandonaron a Low, dejándole el Merry Christmas como única nave.
A partir de aquí, el final de Low es pura especulación. Según dice Charles Johnson, Low y su barco fueron avistados cerca de las Islas Canarias y de Guinea, pero no hay constatación de esto. También se dice que murió en una tormenta cerca de las costas de Brasil, aunque también se dice que pasó allí el resto de sus días, viviendo como una persona normal. Otras fuentes afirman que Low fue víctima de un motín, capturado por un buque francés y llevado a la Martinica, donde fue ahorcado en 1724.

## Legado
Junto a otros famosos piratas como Bartholomew Roberts, Barbanegra o Stede Bonnet, Low es uno de los últimos exponentes de la Edad de Oro de la Piratería. Low pasó a la historia como uno de los piratas más sádicos y malvados de la época de oro, siendo calificado como una persona sin escrúpulos y sanguinaria.